# Экскузович, Иван Васильевич
Иван Васильевич Экскузович (26 января [7 февраля] 1882, Елисаветград, Херсонская губерния — 11 июня 1942, Ленинград) — русский советский театральный деятель, гражданский инженер, архитектор, театральный художник, педагог.

## Биография
В 1904—1905 годах возглавлял оперную труппу в Полтаве. В 1909 году окончил архитектурный факультет Петербургского Института гражданских инженеров императора Николая I. Работал как архитектор.
В 1914—1917 годах — преподаватель Института гражданских инженеров.
В 1917 году организовал и вёл научно-художественный кружок артистов оперы в Мариинском театре. После Октябрьской революции — театральный деятель, автор проектов реконструкции театральных зданий. С 1917 года в течение ряда лет был управляющим академическими театрами Петрограда, затем — Советской Республики (с 18.02.1918), позднее — Москвы и Ленинграда.
С 1919 года — член коллегии театрального отдела Наркомпроса, был одним из помощников А. В. Луначарского по Наркомпросу), в 1920—1922 годах — заведующий подотделом государственных театров Наркомпроса, заведующий художественным отделом Главнауки. В 1922 году был уполномоченным комитета при ВЦИК по Петрограду по устройству заграничных выставок, постоянный член Художественного совета академических театров.
В 1925 году встречался с С. С. Прокофьевым в Париже и вёл переговоры о постановке оперы «Любовь к трём апельсинам».
В 1926 году работал уполномоченным по капитальному строительству московских театров. С 1928 года ‒ на организационной работе.
И. Экскузовичу принадлежат проекты сценических устройств театров Архангельска, Ашхабада, Минска, Харькова, Ростова-на-Дону (Ростовский театр драмы имени М. Горького), Комсомольска.
Автор первой в СССР книги, посвящённой технике театральной сцены («Техника театральной сцены в прошлом и настоящем» с предисловием А. В. Луначарского, Л., 1930.) Под ред. А. В. Луначарского и И. Экскузовича вышло издание «Московский Большой театр. 1825—1925». (Альбом, М., 1925).
Жены — оперные певицы Леонида Балановская и Розалия Горская.
Умер в блокадном Ленинграде.

## Избранные архитектурные проекты

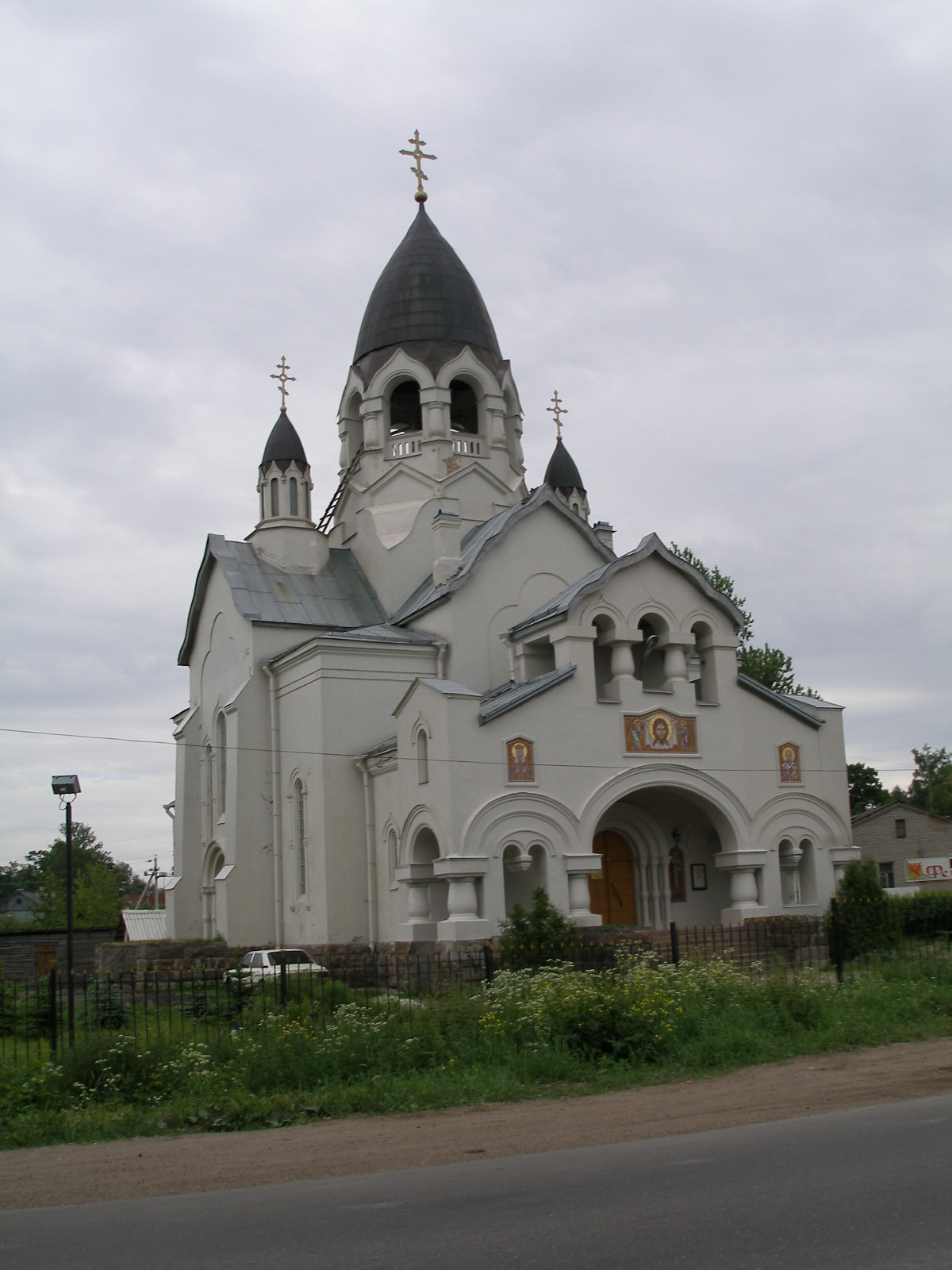
Церковь Алексия, митрополита Московского в посёлке Тайцы

- Собор Покрова Воскресенско-Покровского женского монастыря (деревянный, 1912—1913 гг.), Нежадово. Имение Половцова В. В.
- Церковь Алексия, митрополита Московского в посёлке Тайцы (ныне Гатчинского района Ленинградской области), выдержанная в древнерусском стиле со шлемовидной главой
- Дом акционерного общества товарных складов (Конторское здание, Петербург, Черниговская ул., 13),
- Доходный дом Л. А. Нелидовой (ул. Декабристов, 31 / пер. Матвеева , 5).